# تشارلز ستانمور
تشارلز ستانمور (16 يونيو 1924 – 25 يناير 2012) هو مبارز بالسيف أسترالي راحل، مثّل بلاده في الألعاب الأولمبية الصيفية 1952.

## روابط خارجية
تشارلز ستانمور على موقع اللجنة الأولمبية الدولية (الإنجليزية)
- تشارلز ستانمور على موقع أوليمبيديا (الإنجليزية)
- تشارلز ستانمور على موقع اللجنة الأولمبية الأسترالية (الإنجليزية)